# Bảo tàng Hàng không và Vũ trụ Quốc gia Smithsonian

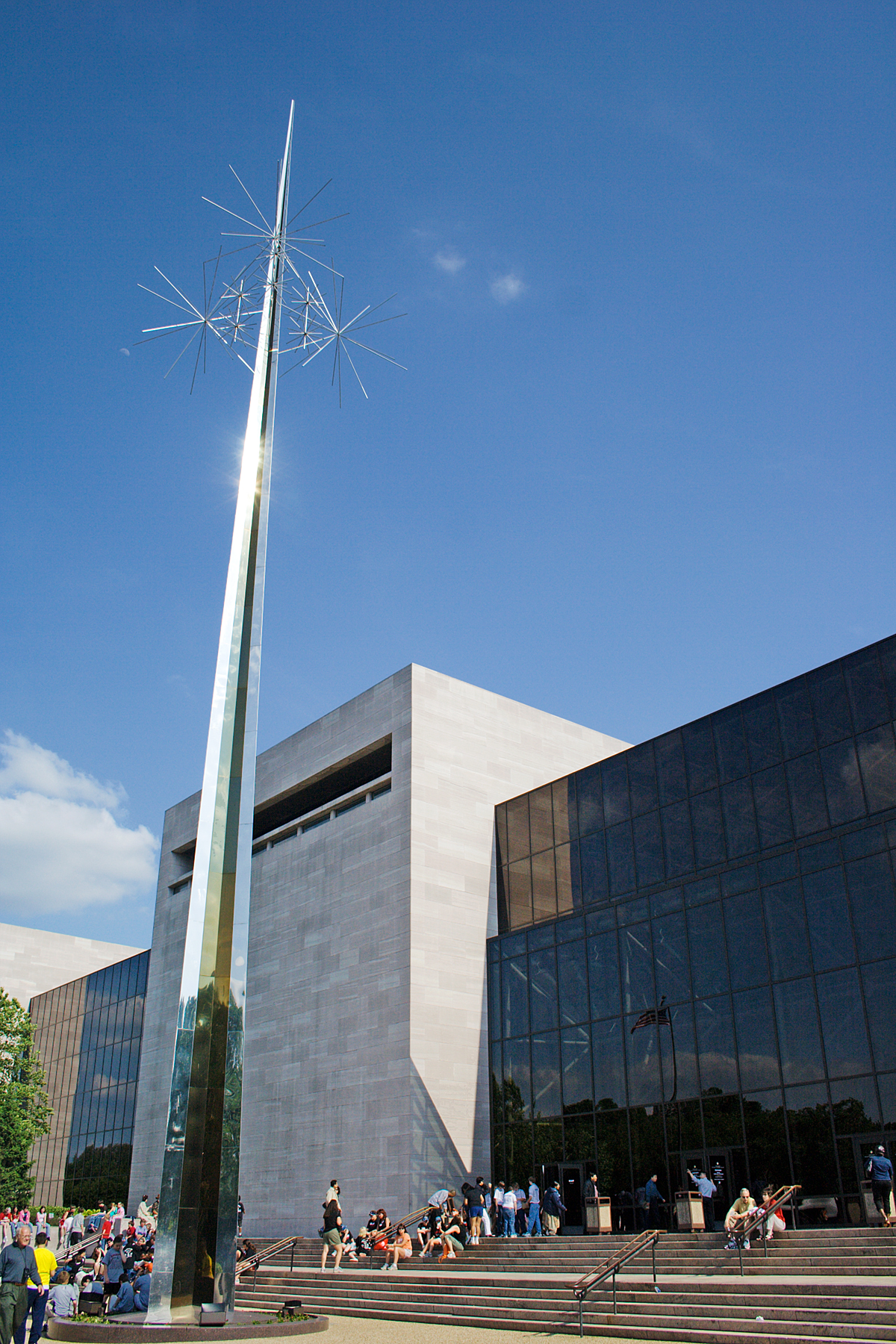
Bảo tàng Hàng không và Vũ trụ Hoa Kỳ

Bảo tàng Hàng không và Vũ trụ Quốc gia của Viện Smithsonian, còn được gọi là Bảo tàng Hàng không và Vũ trụ, là bảo tàng ở Washington, DC, Hoa Kỳ.
Bảo tàng được thành lập năm 1946 với tư cách là Bảo tàng Hàng không Quốc gia và mở tòa nhà chính của nó tại Trung tâm mua sắm Quốc gia gần Trung tâm thương mại quốc gia vào năm 1976. Năm 2018, bảo tàng đã có khoảng 6,2 triệu lượt khách, khiến nó trở thành bảo tàng được truy cập nhiều thứ năm trên thế giới và là bảo tàng được truy cập nhiều thứ hai ở Hoa Kỳ. Bảo tàng chứa mô-đun chỉ huy Apollo 11, khoang lái Friendship 7 được John Glenn sử dụng, Spirit of St. Louis của Charles Lindbergh, máy bay Bell X-1 đã phá vỡ rào cản âm thanh, mô hình USS Enterprise được sử dụng trong chương trình truyền hình khoa học viễn tưởng Star Trek: The Original Series, và máy bay của anh em nhà Wright gần lối vào.

## Các hình ảnh

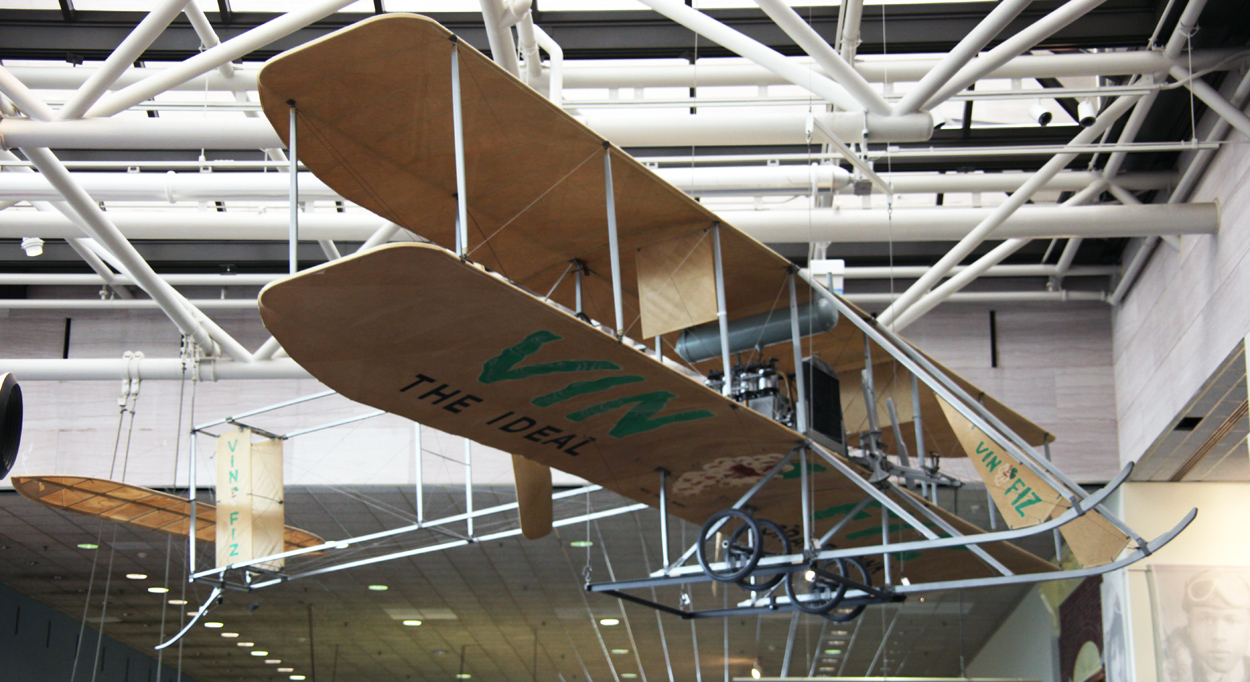
Vin Fizz của Anh em nhà Wright
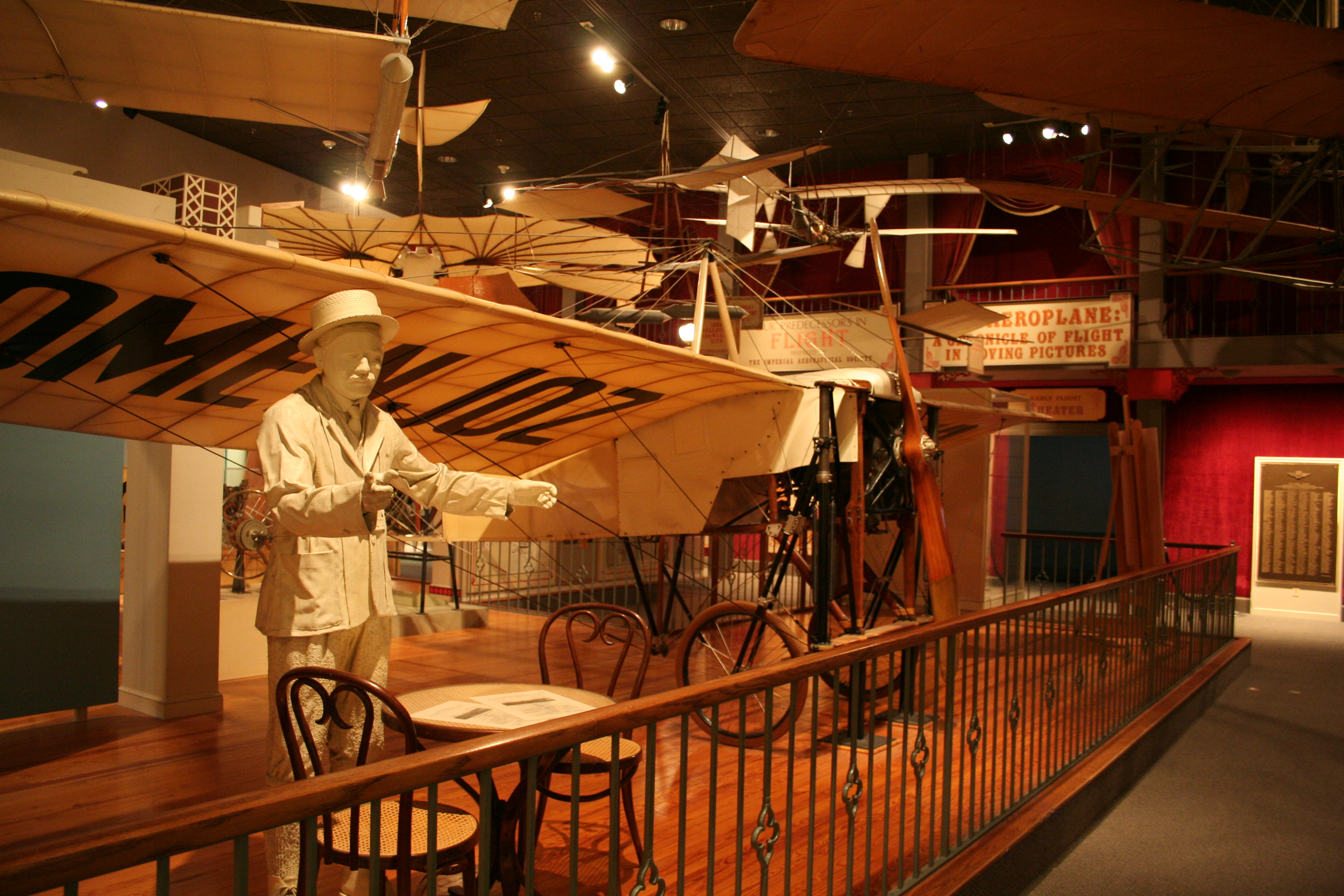
Blériot XI
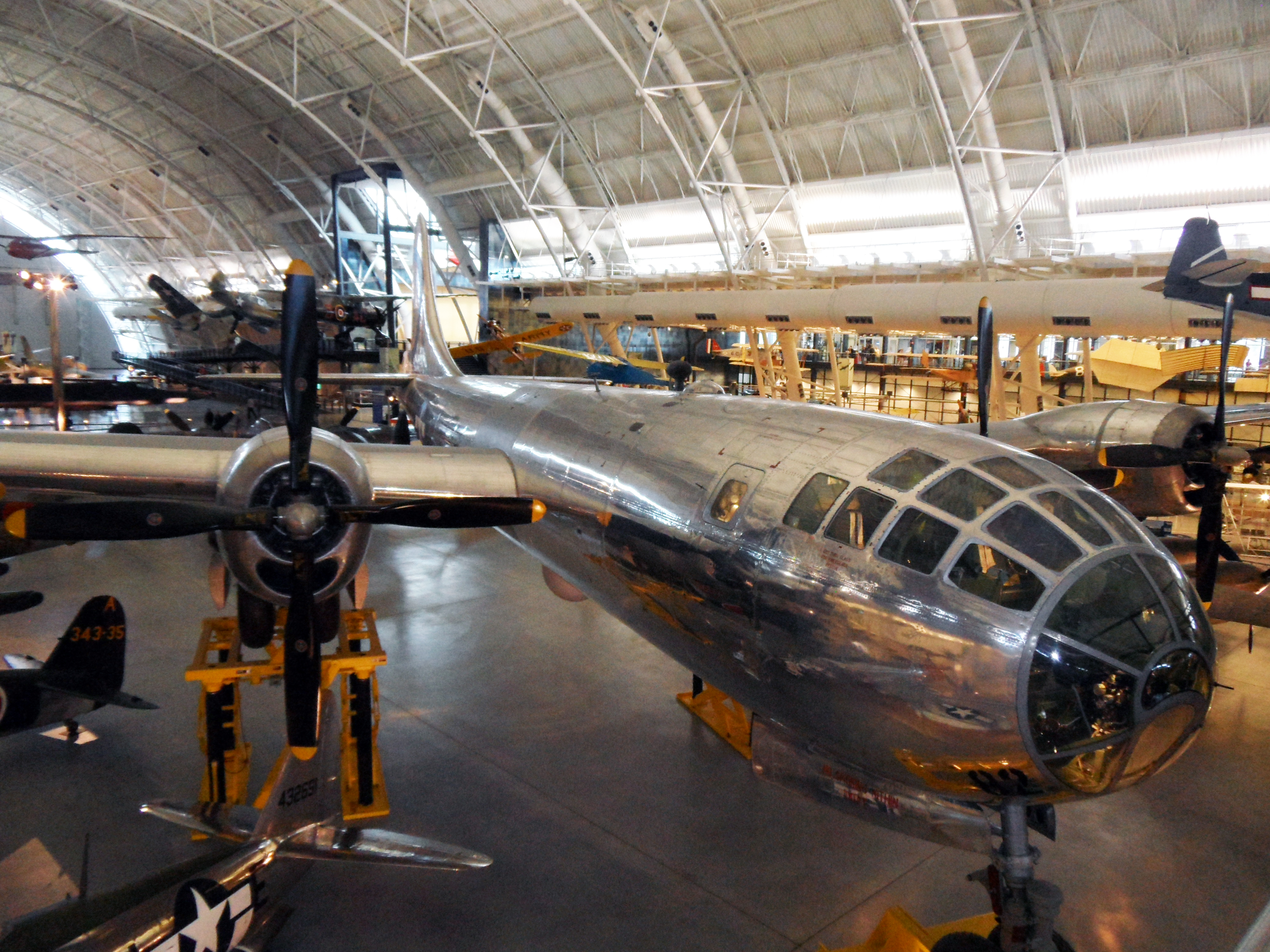
Boeing B-29 Superfortress Enola Gay
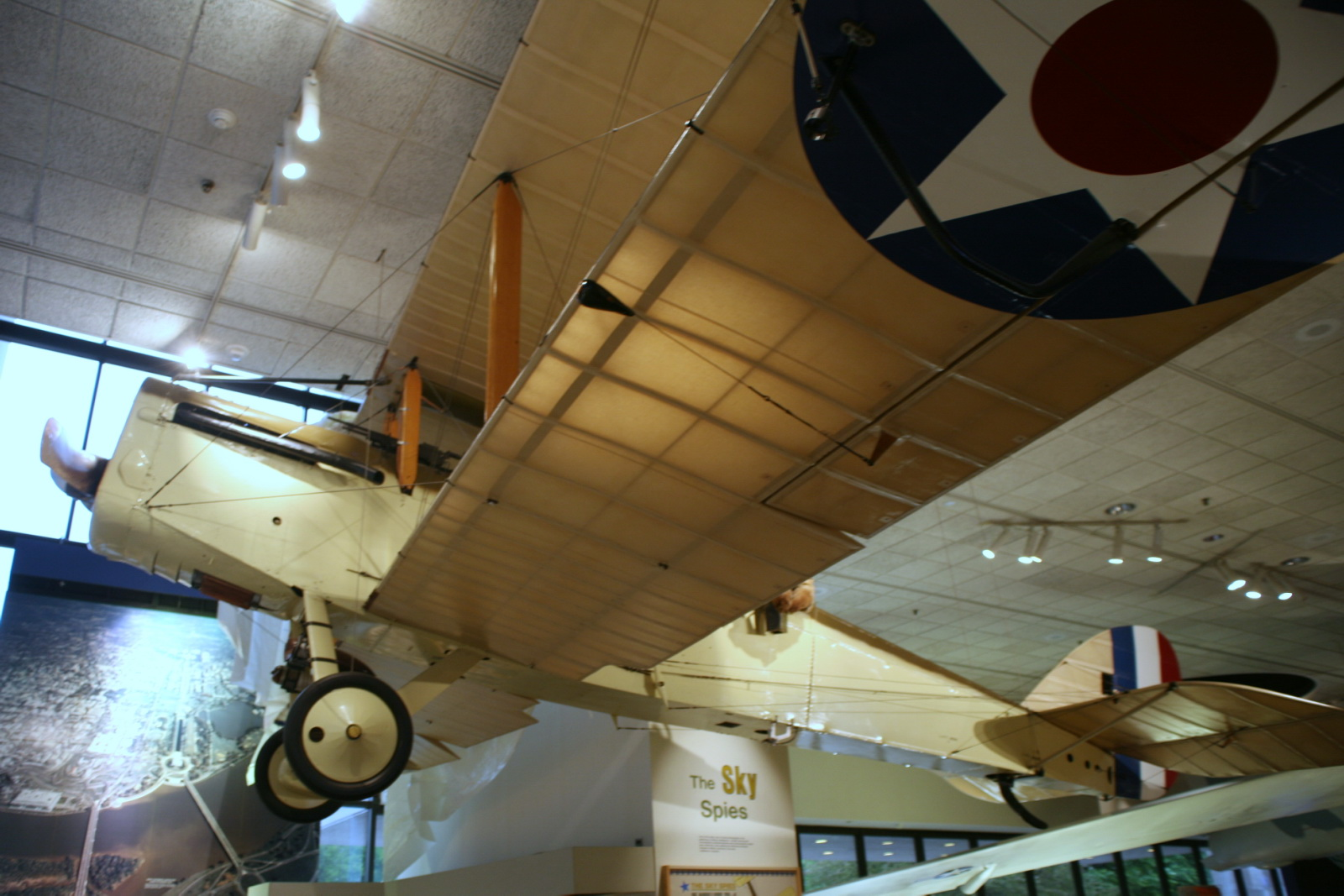
Airco DH.4
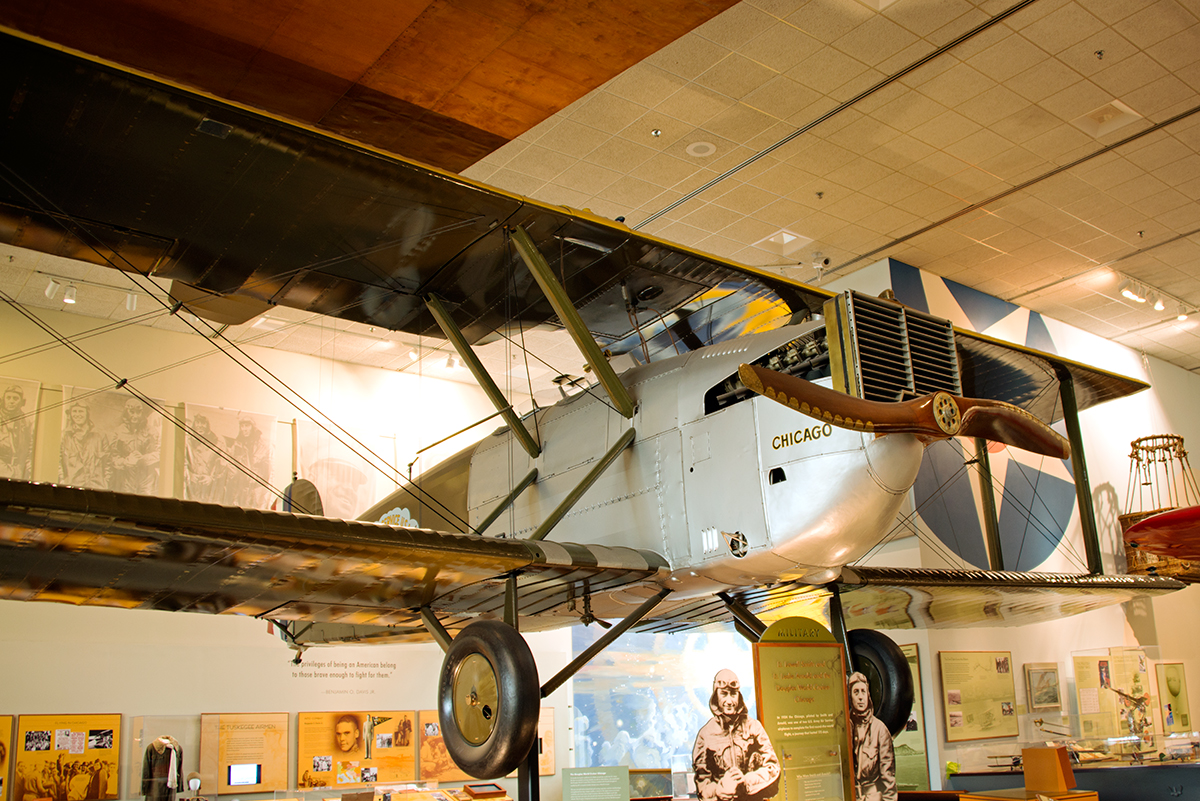
Douglas Chicago Bay vòng quanh thế giới
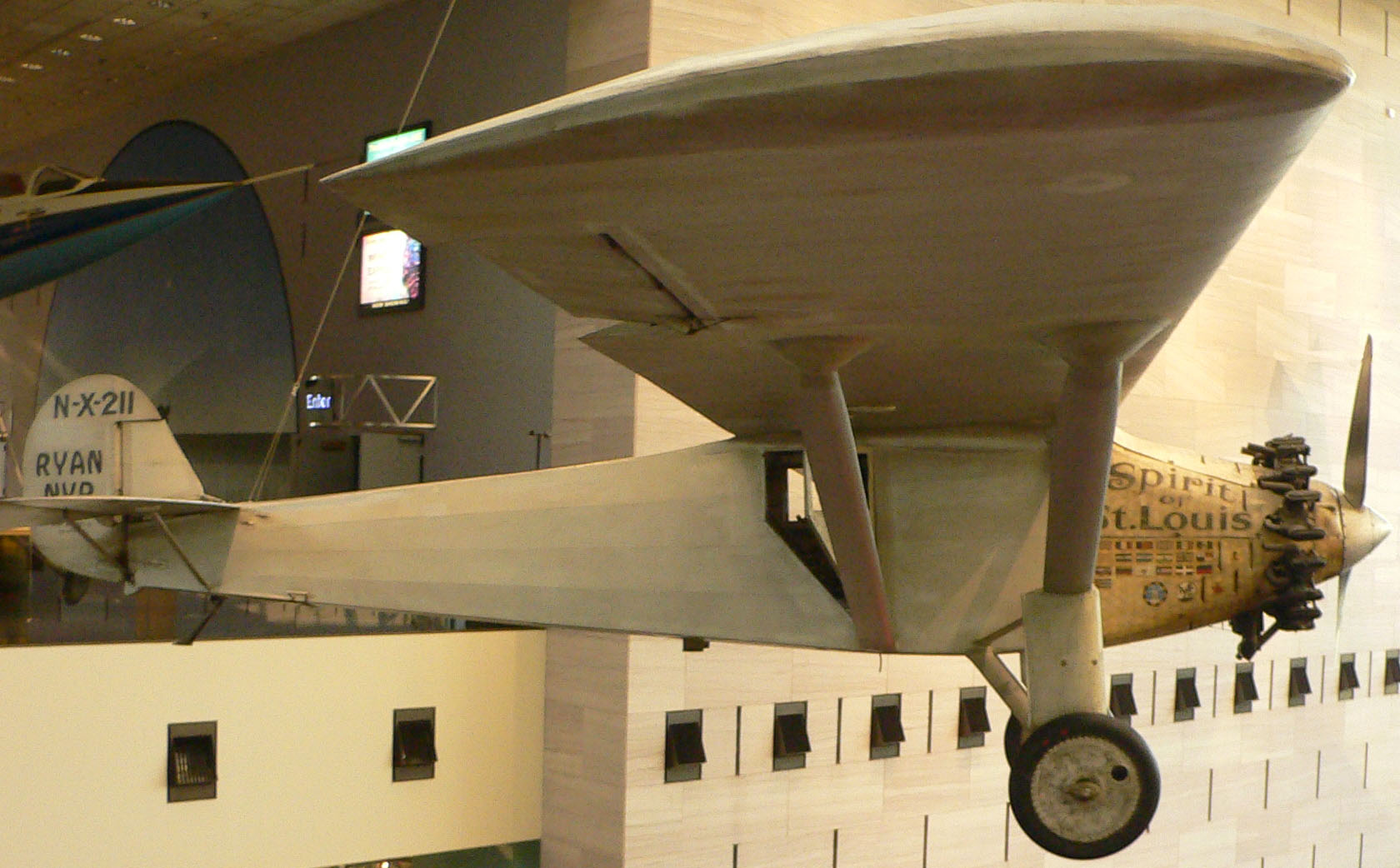
Spirit of St. Louis của Lindbergh
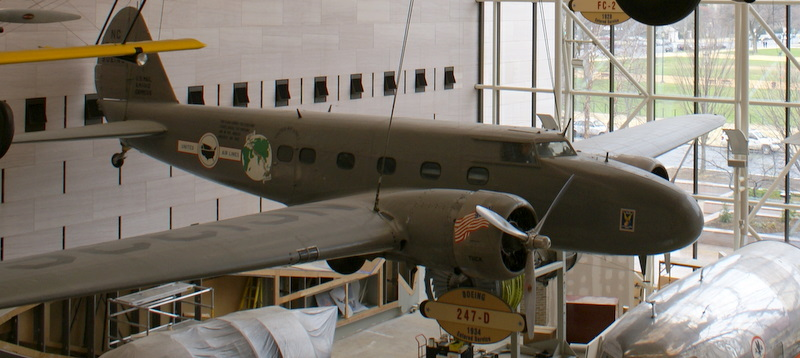
Boeing 247
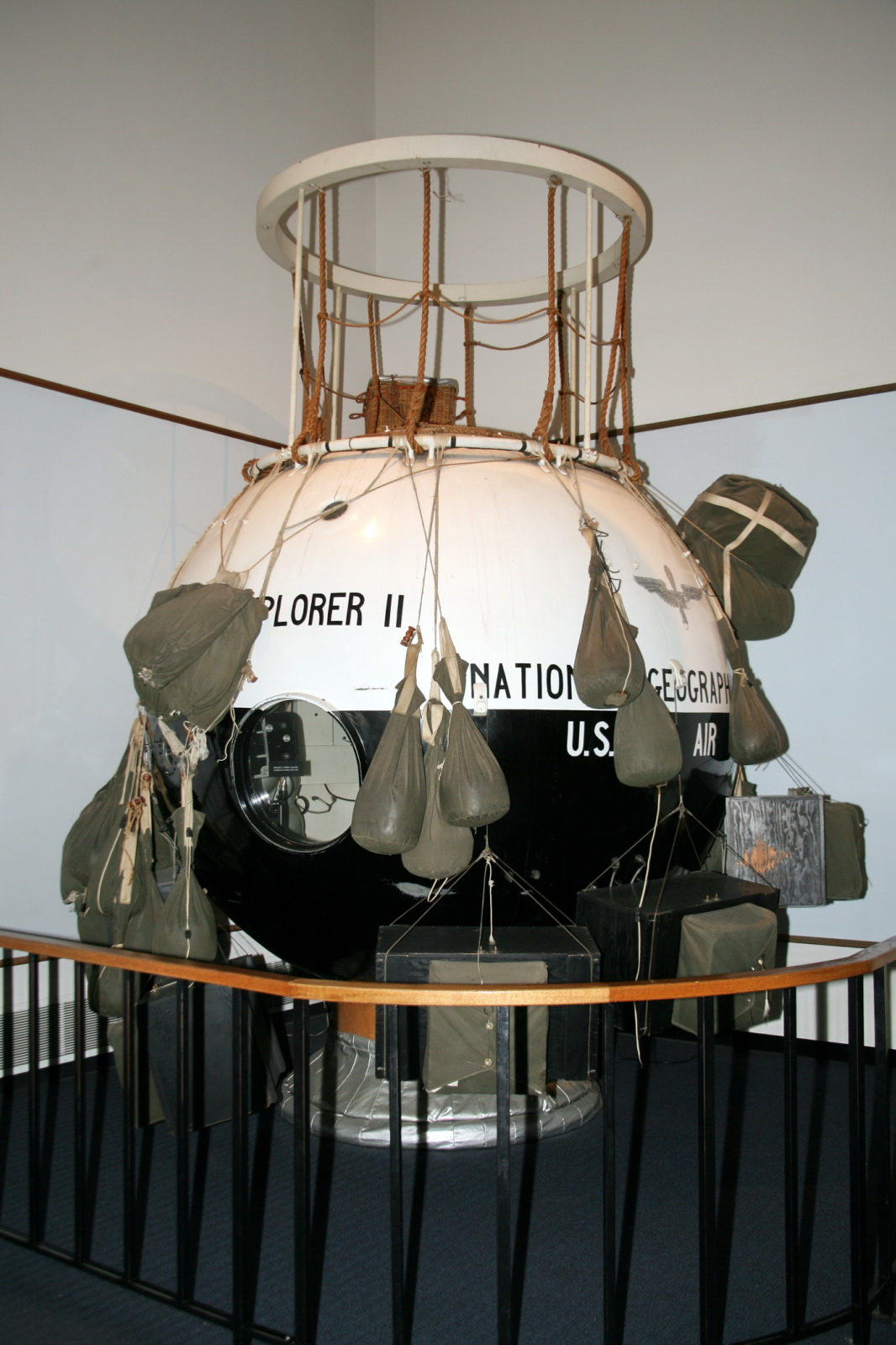
Tàu chở Explorer II
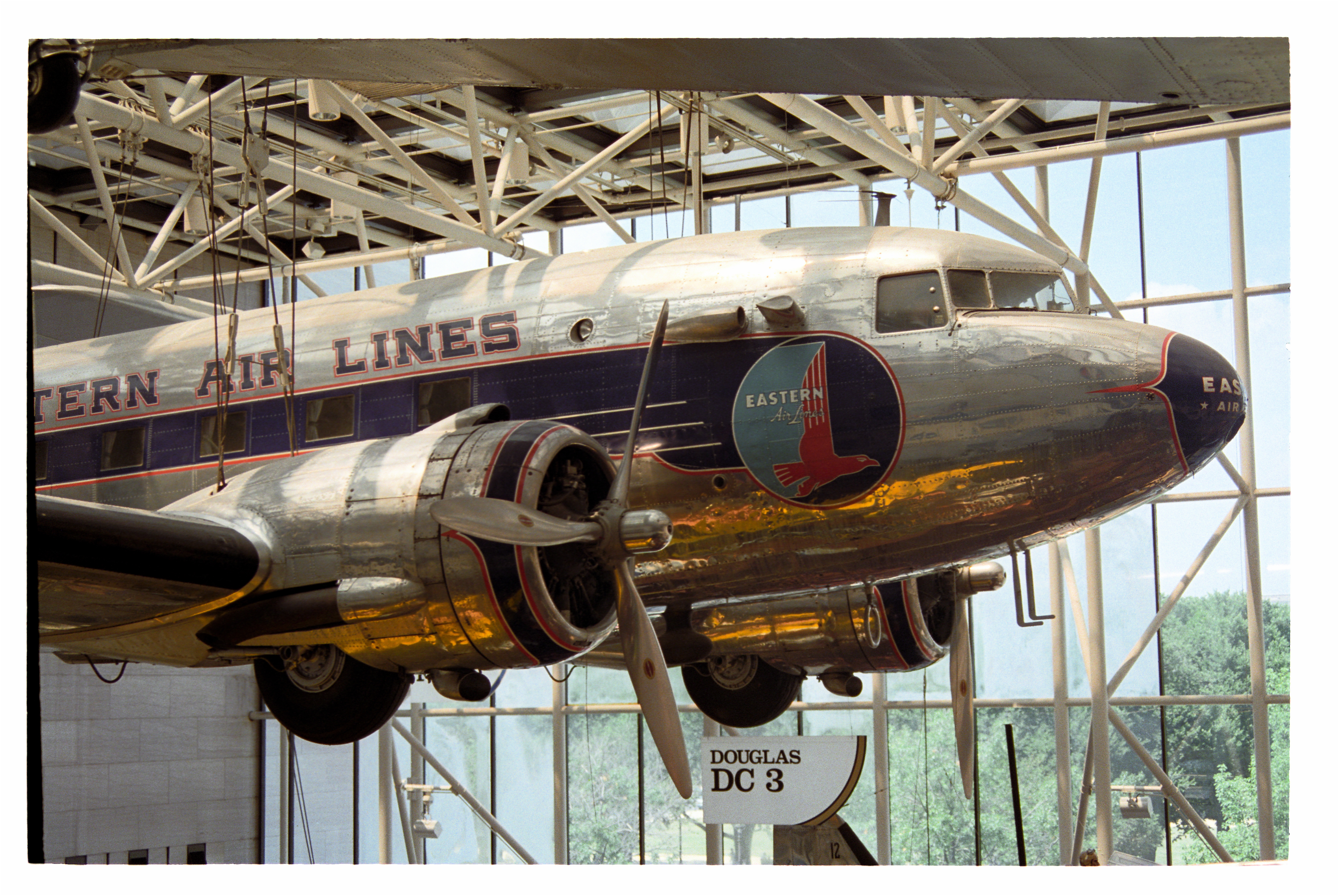
Douglas DC-3 của Eastern Air Lines
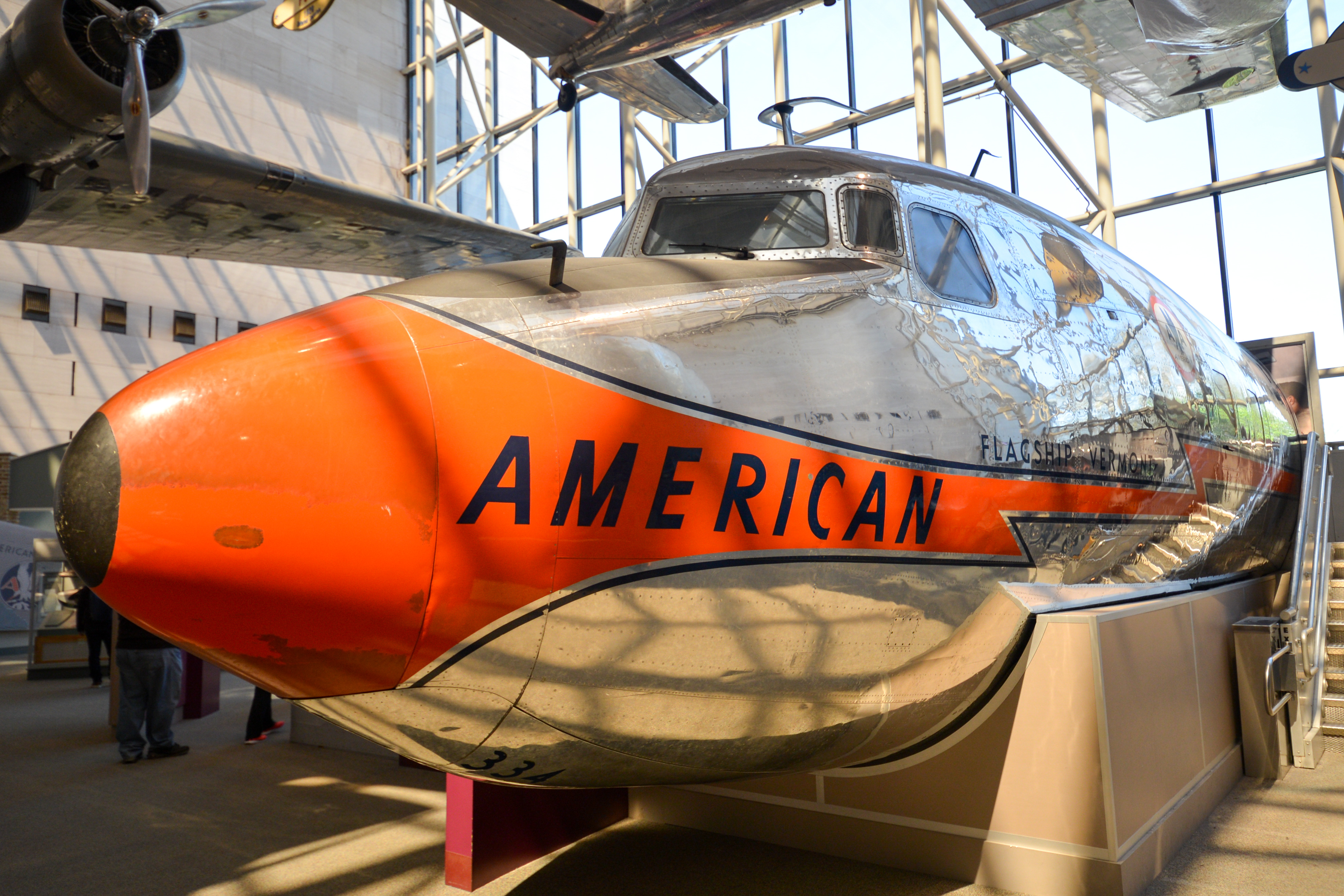
Phần đầu của Douglas DC-7 của hãng American Airlines
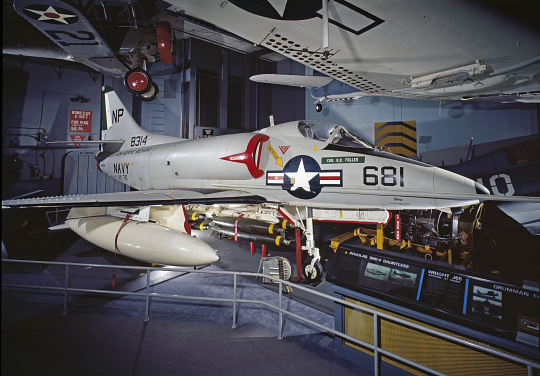
Douglas A-4 Skyhawk
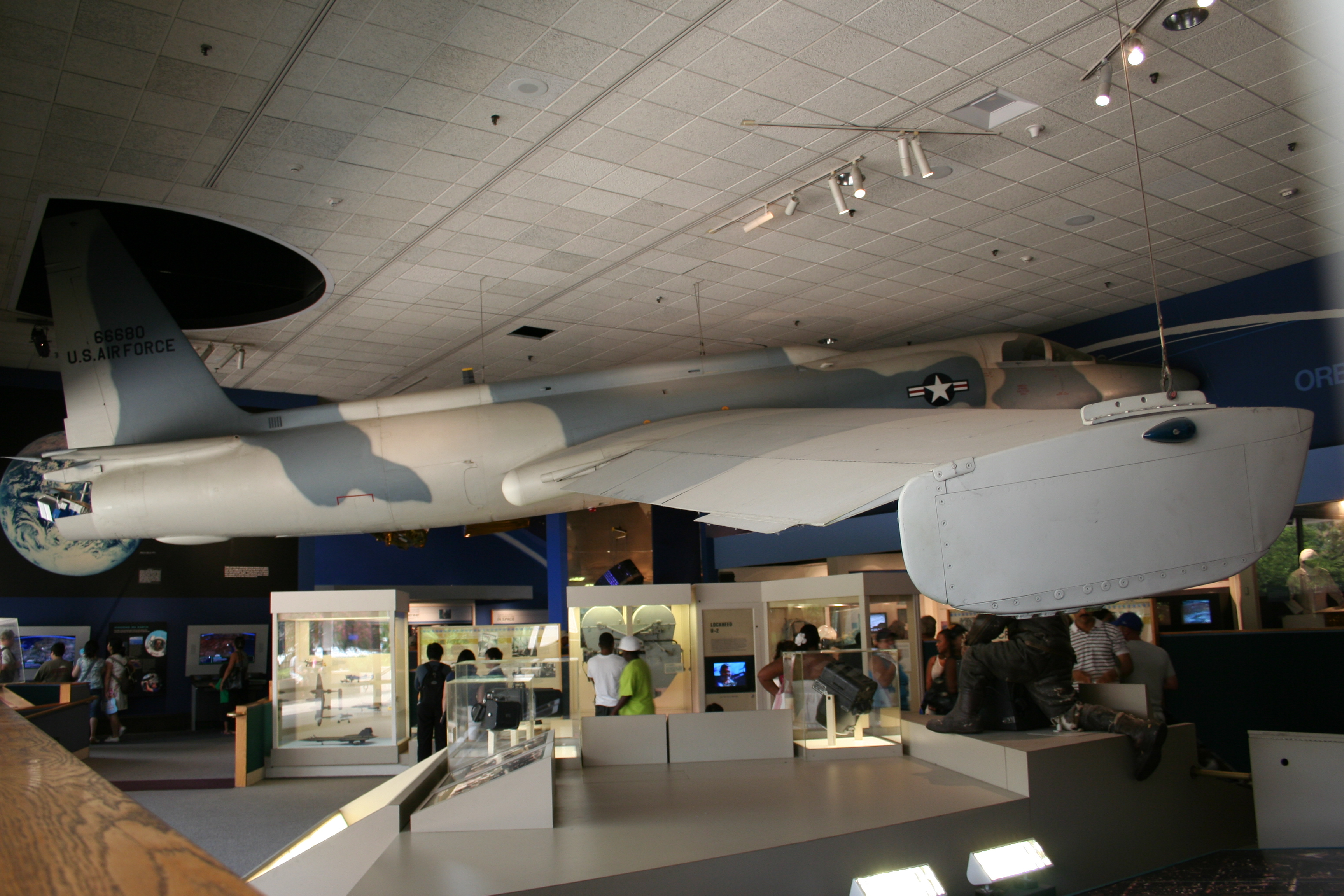
Lockheed U-2
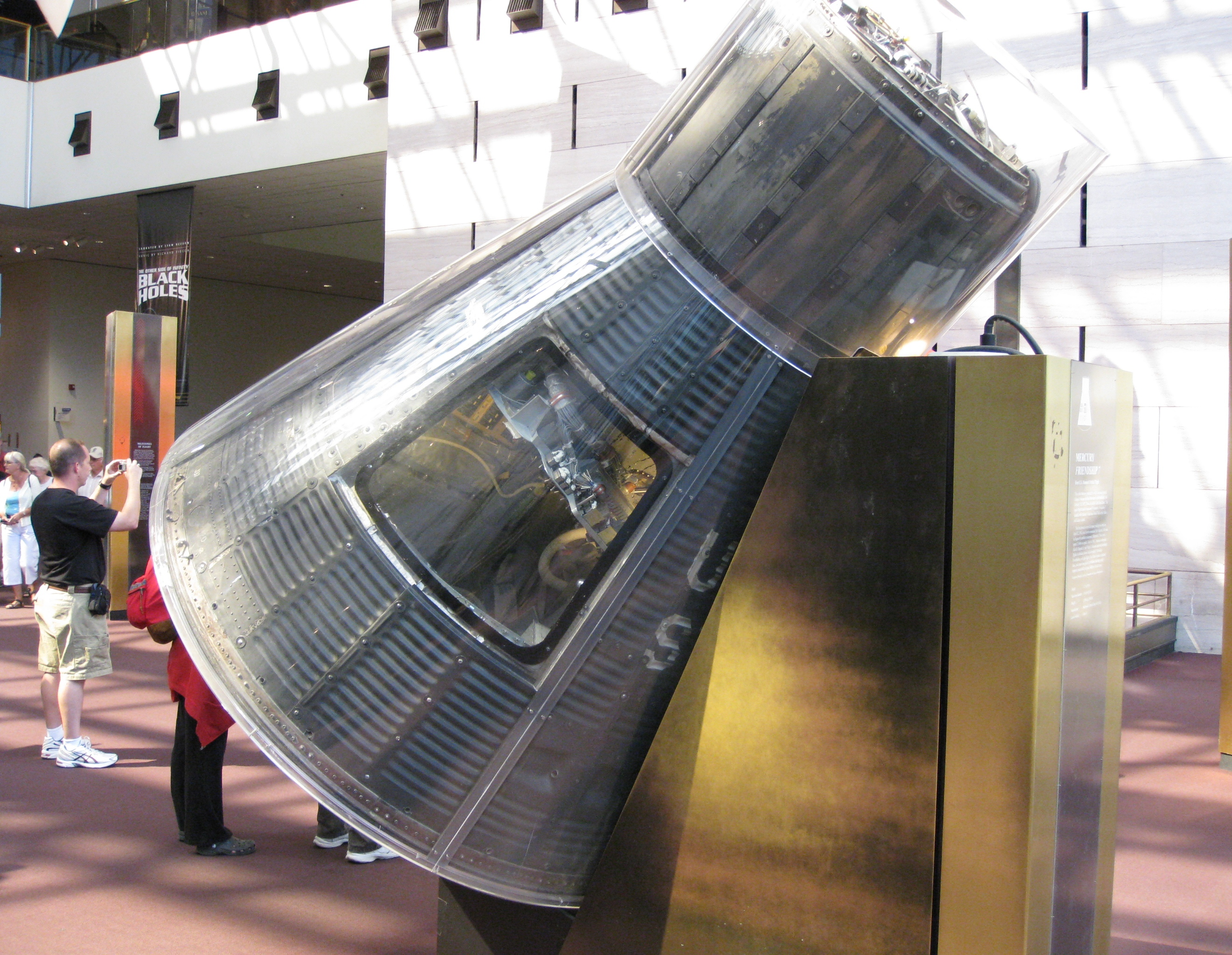
Buồng Mercury-Atlas 6 của John Glenn
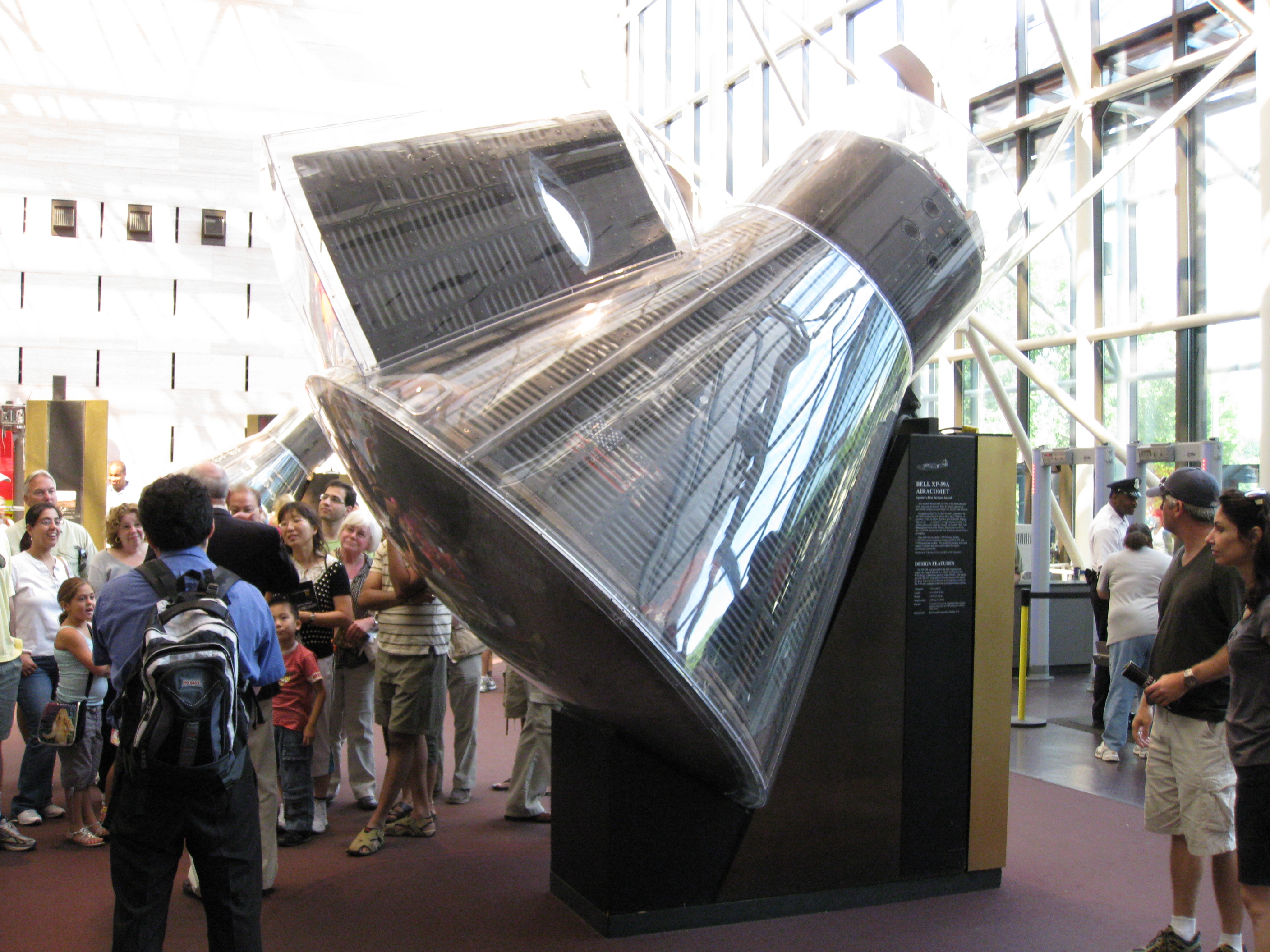
Gemini 4 của James McDivitt và Edward White
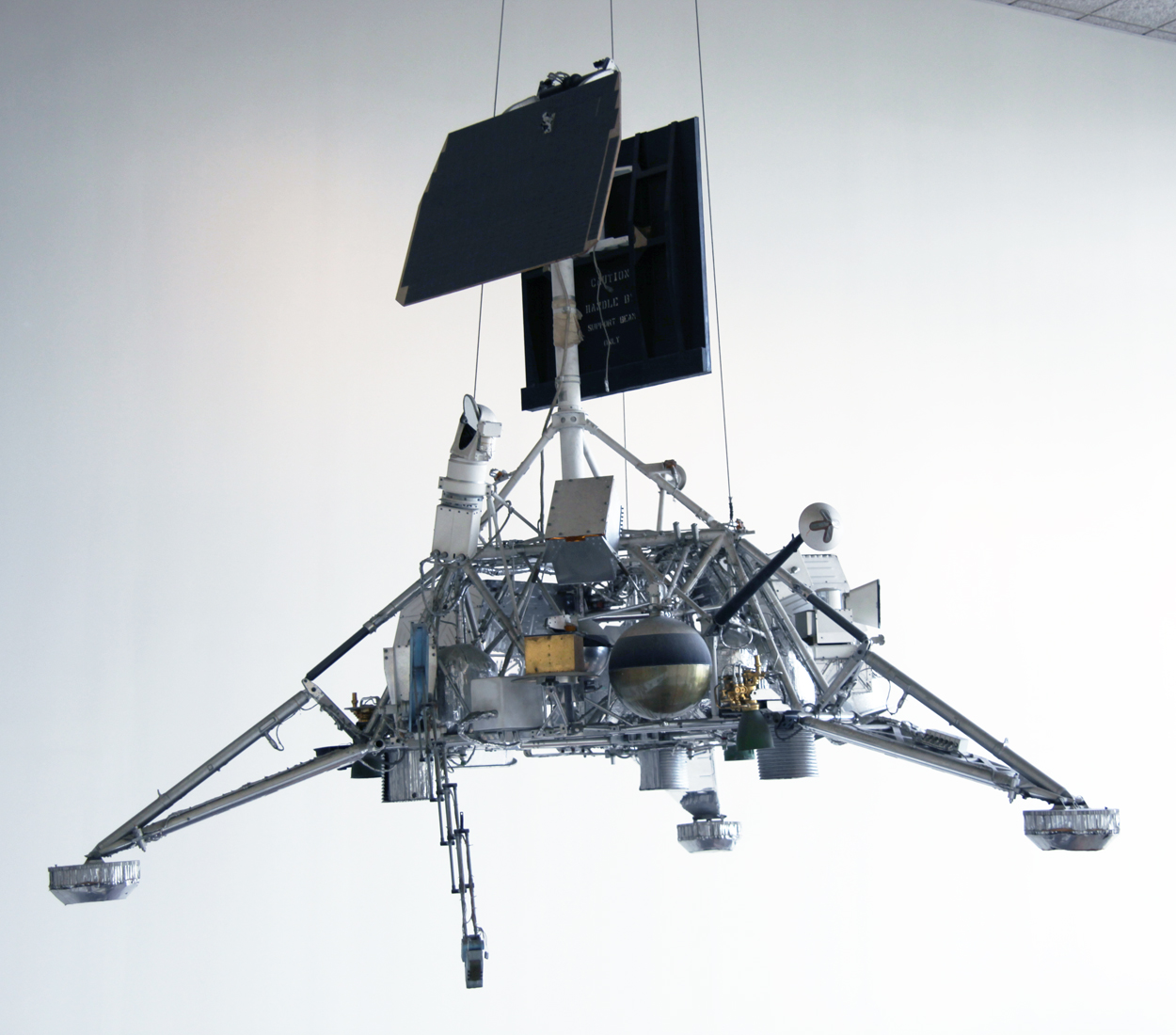
Bản sao của đầu dò mặt trăng
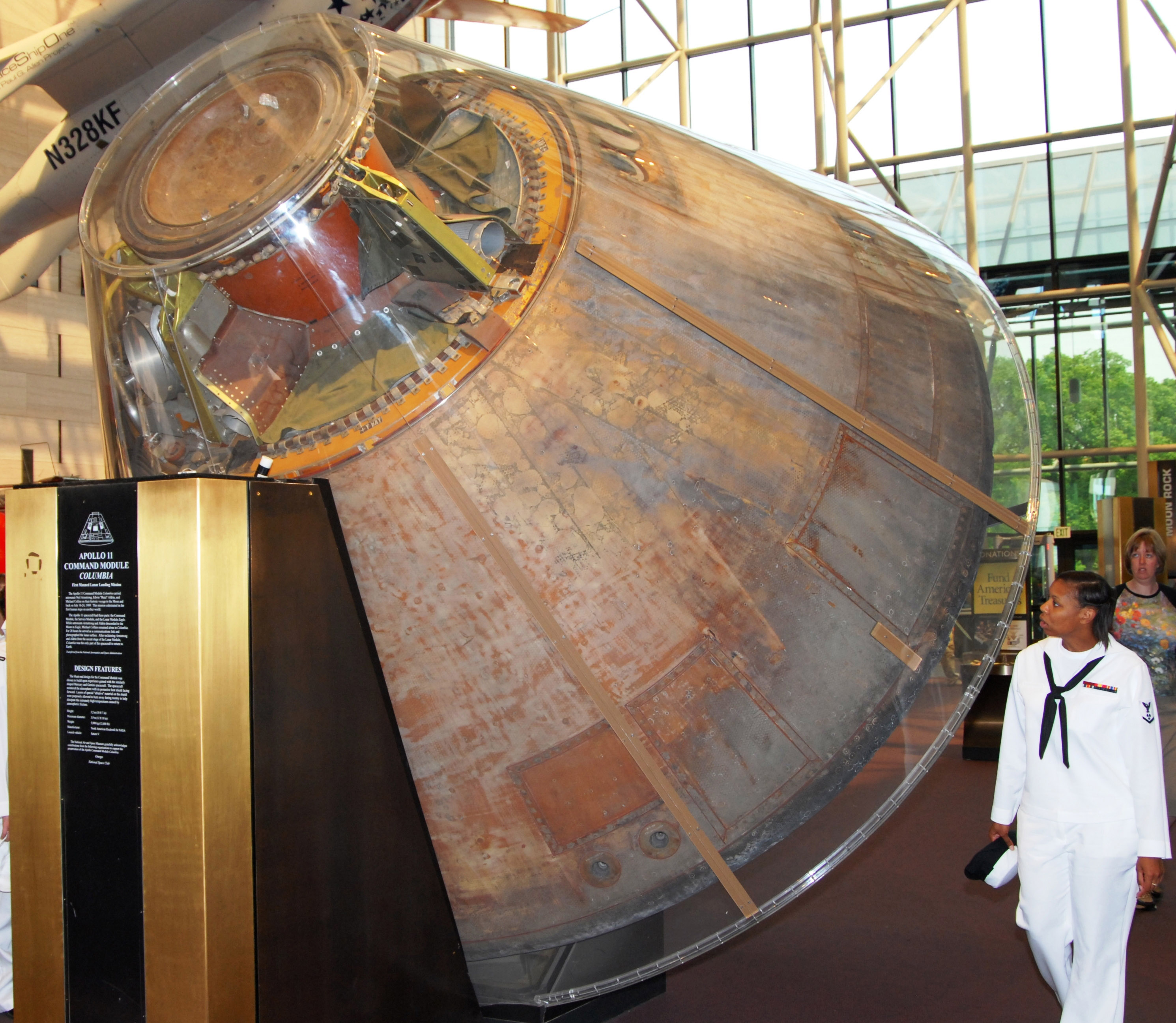
Columbia của Apollo 11
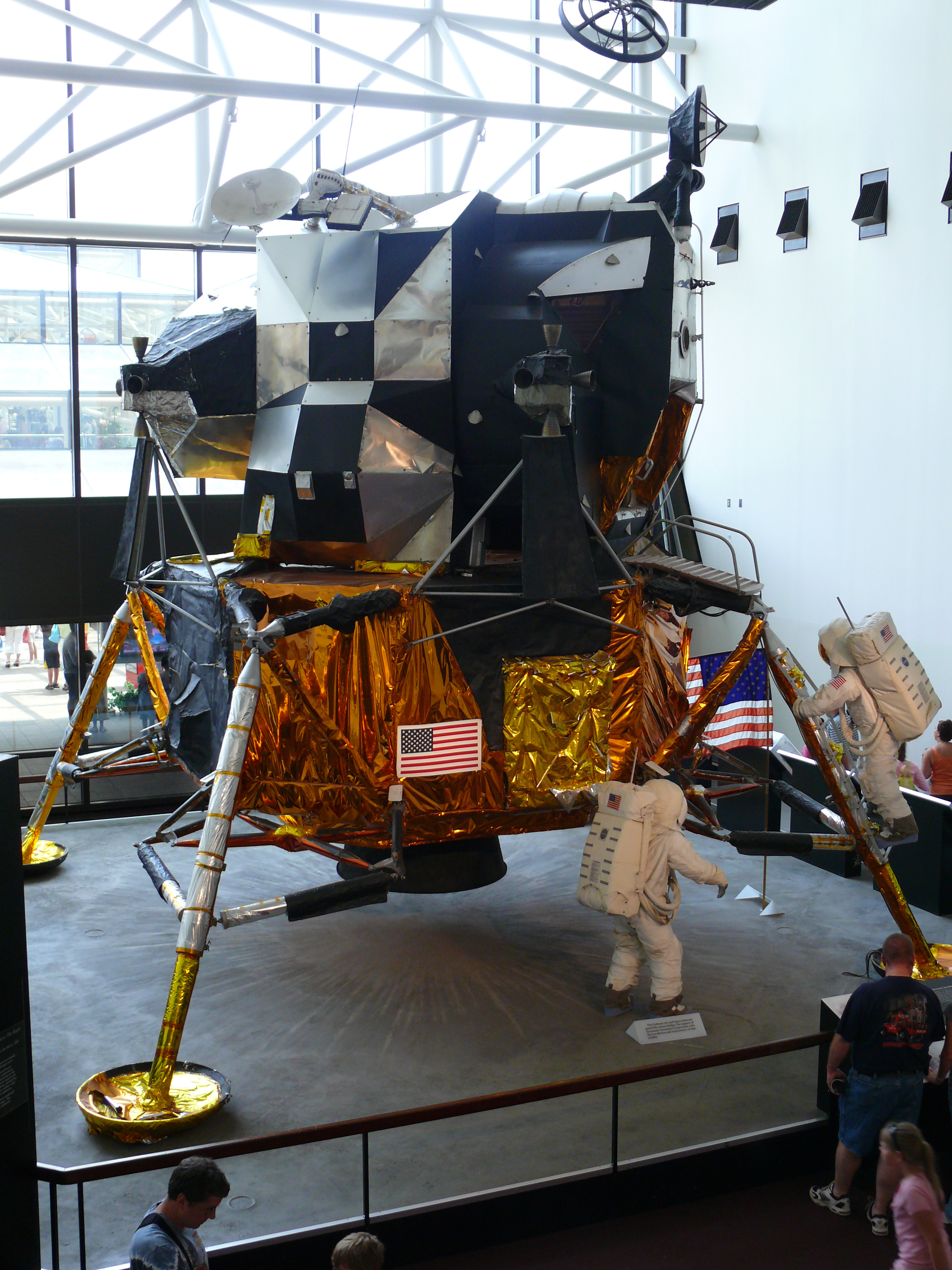
Modul Mặt trăng của Apollo 11.
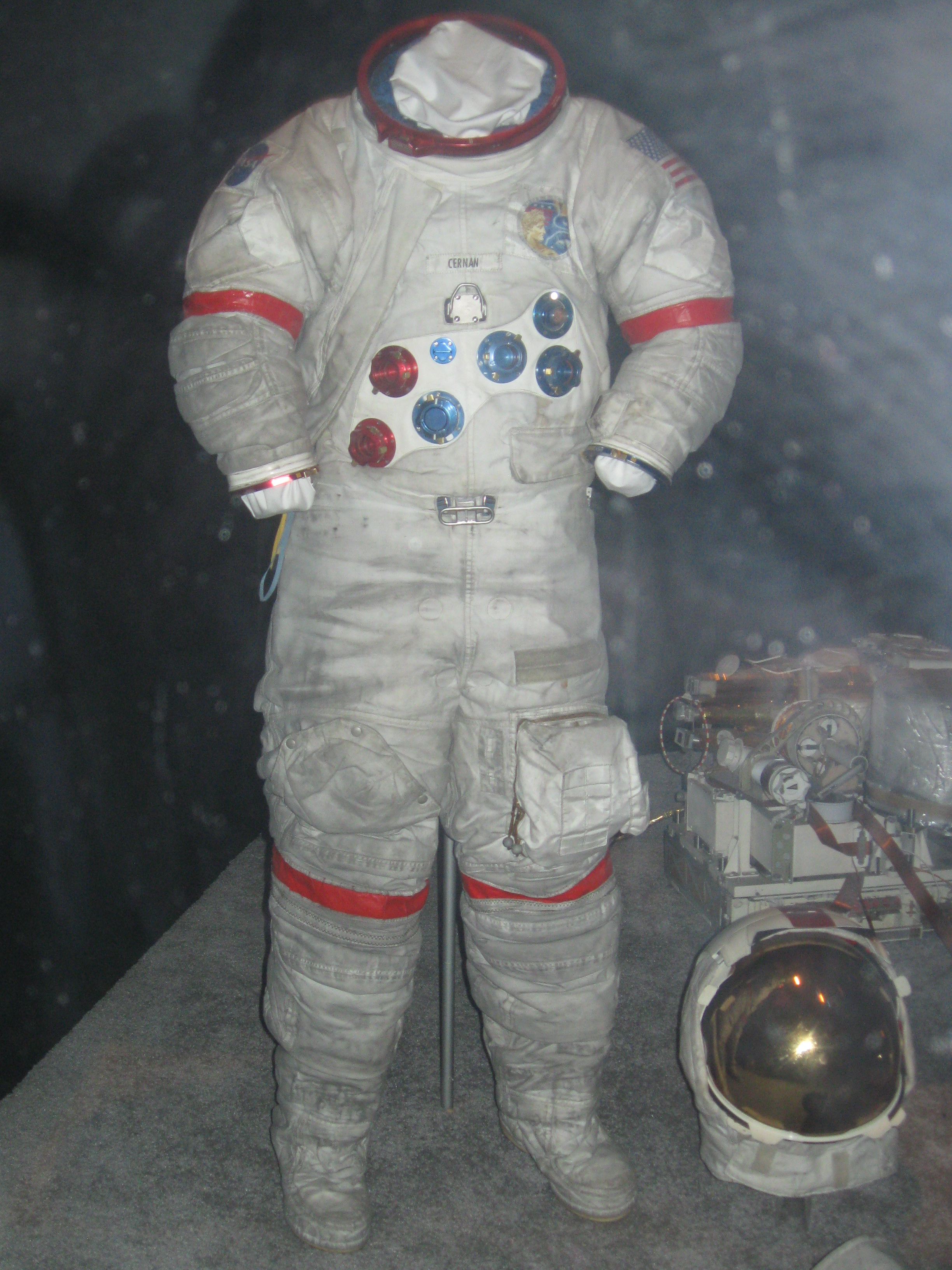
Tổ hợp Eugene Cernan
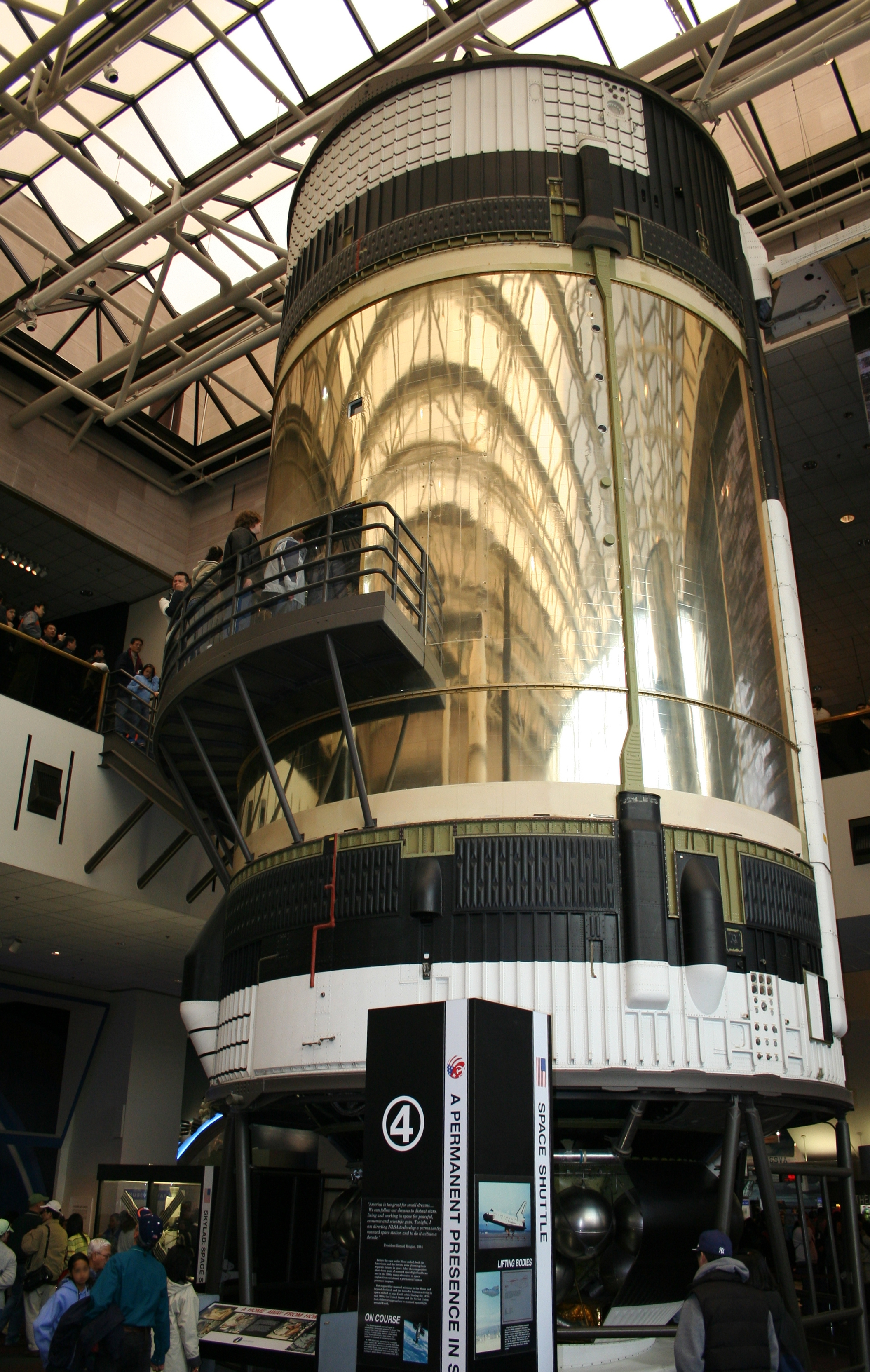
Skylab B
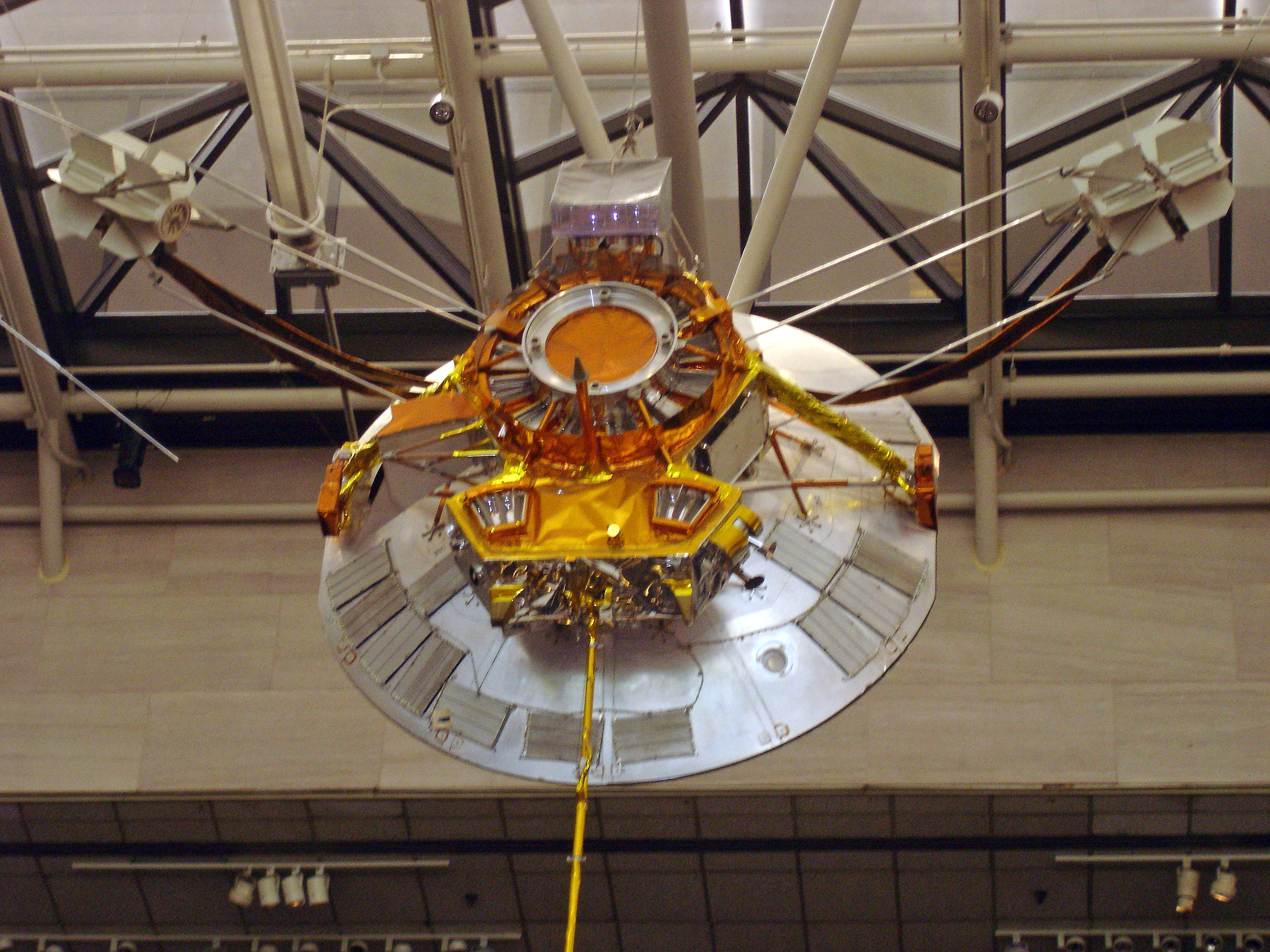
Sonde của Pioneer 10
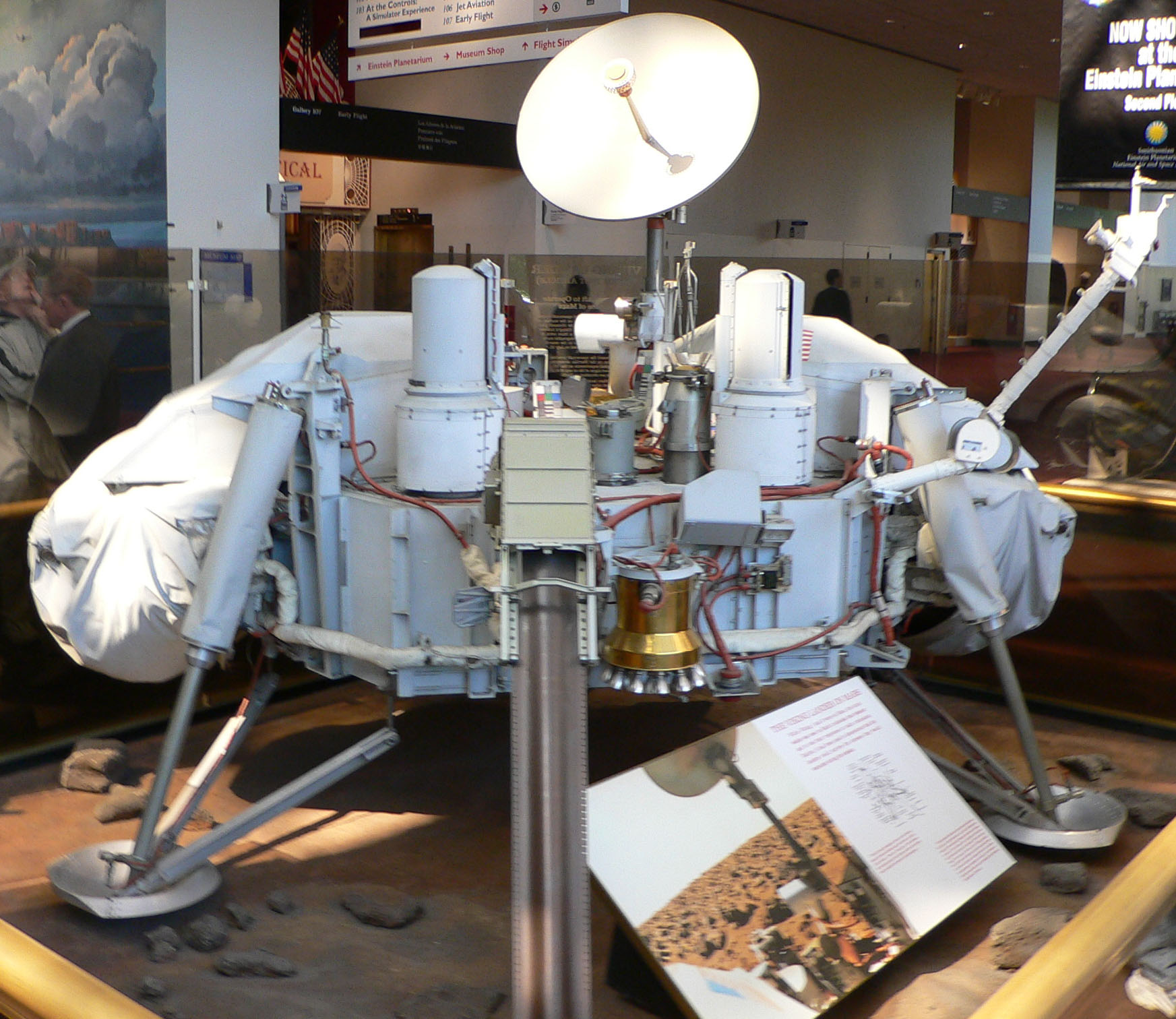
Viking 1 thăm dò sao Hỏa đầu tiên
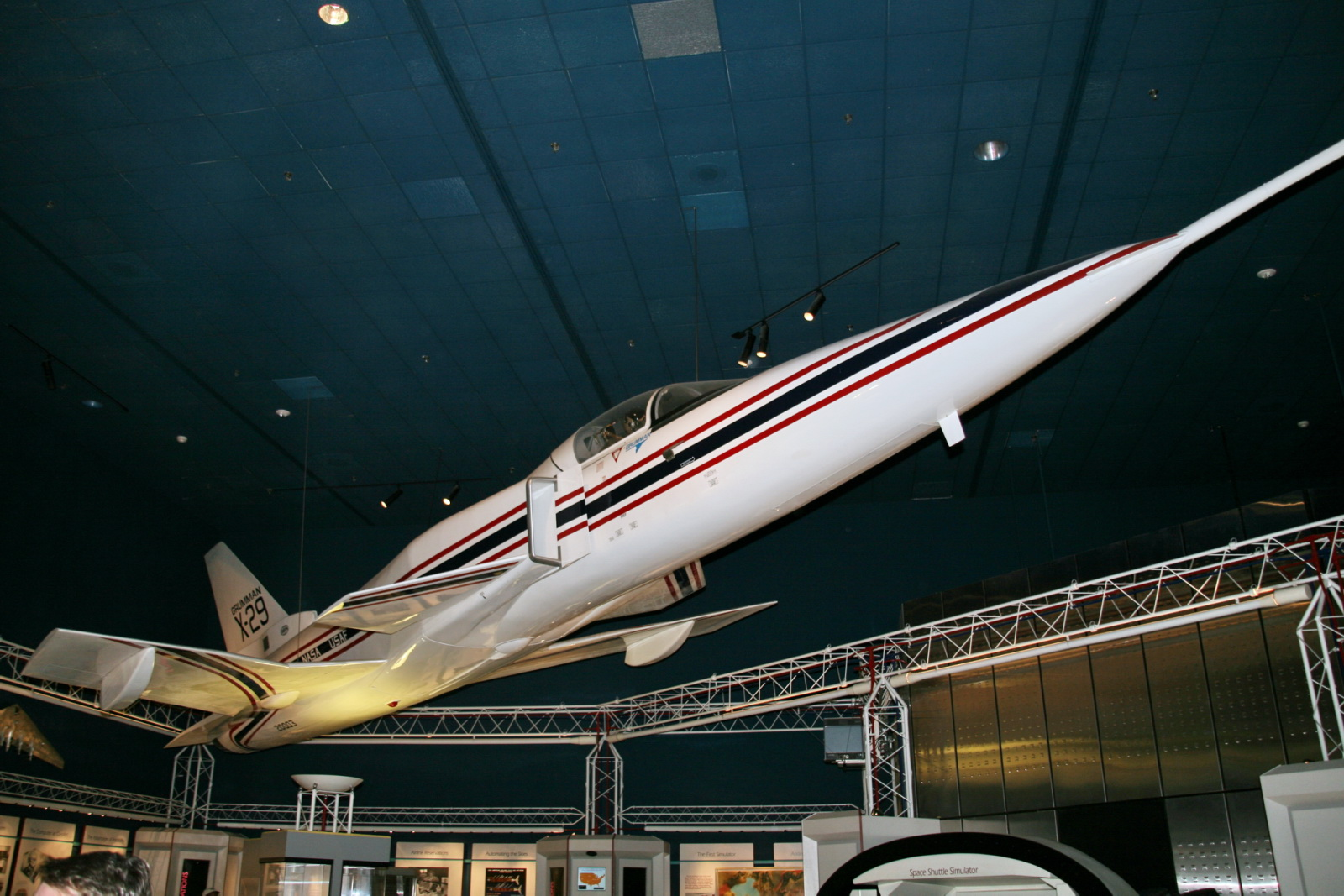
Grumman X-29
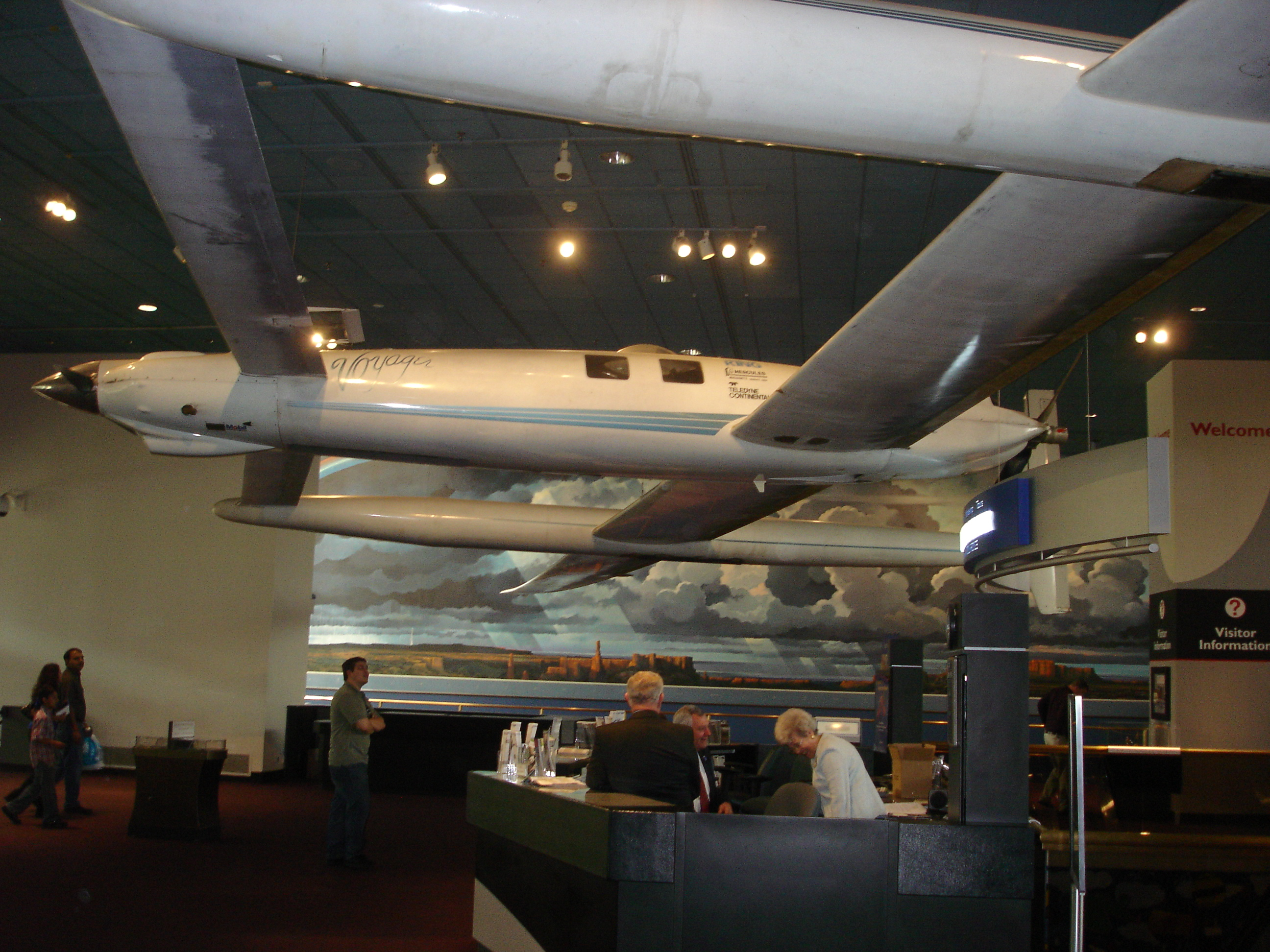
Rutan Voyager của Burt Rutan
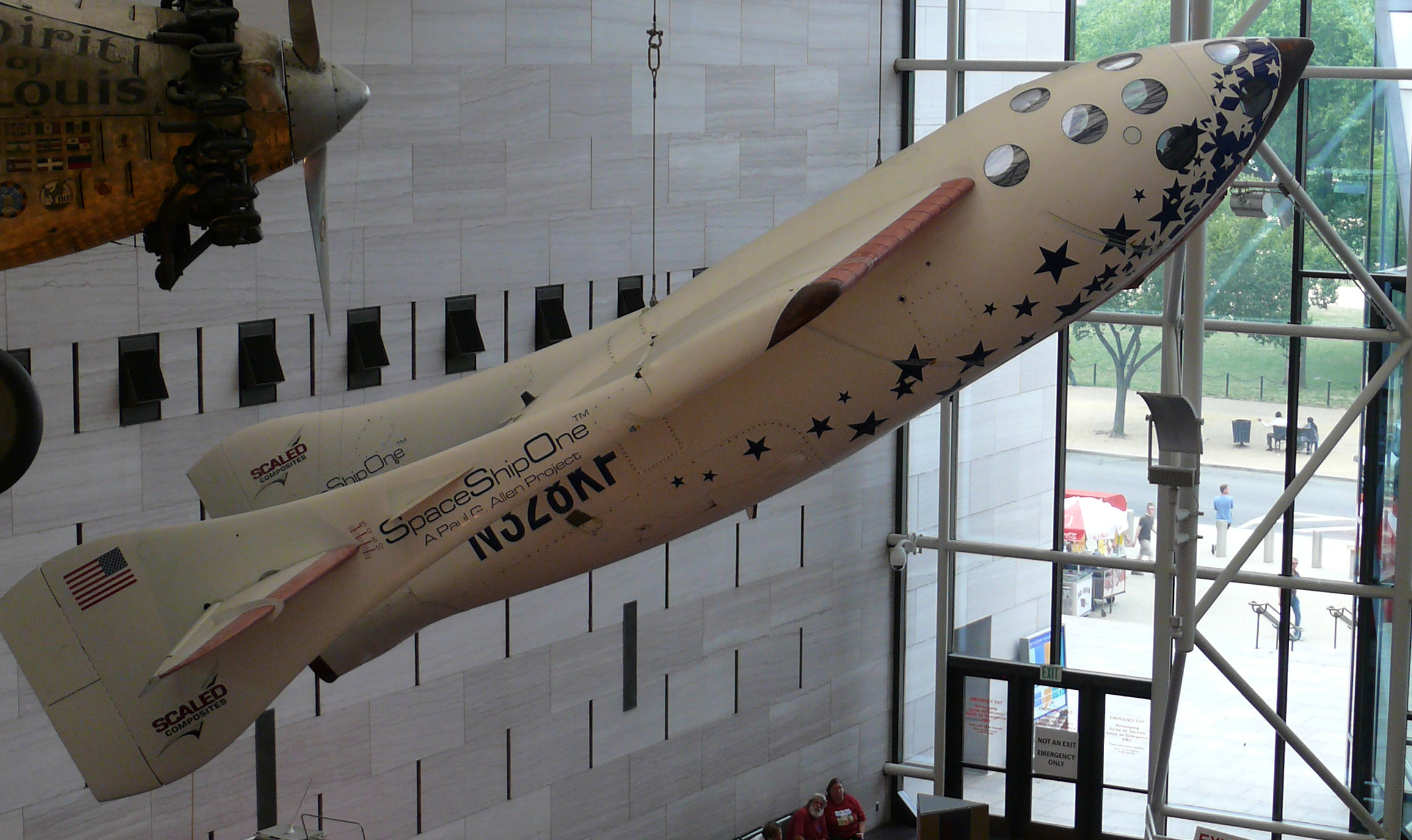
SpaceShipOne
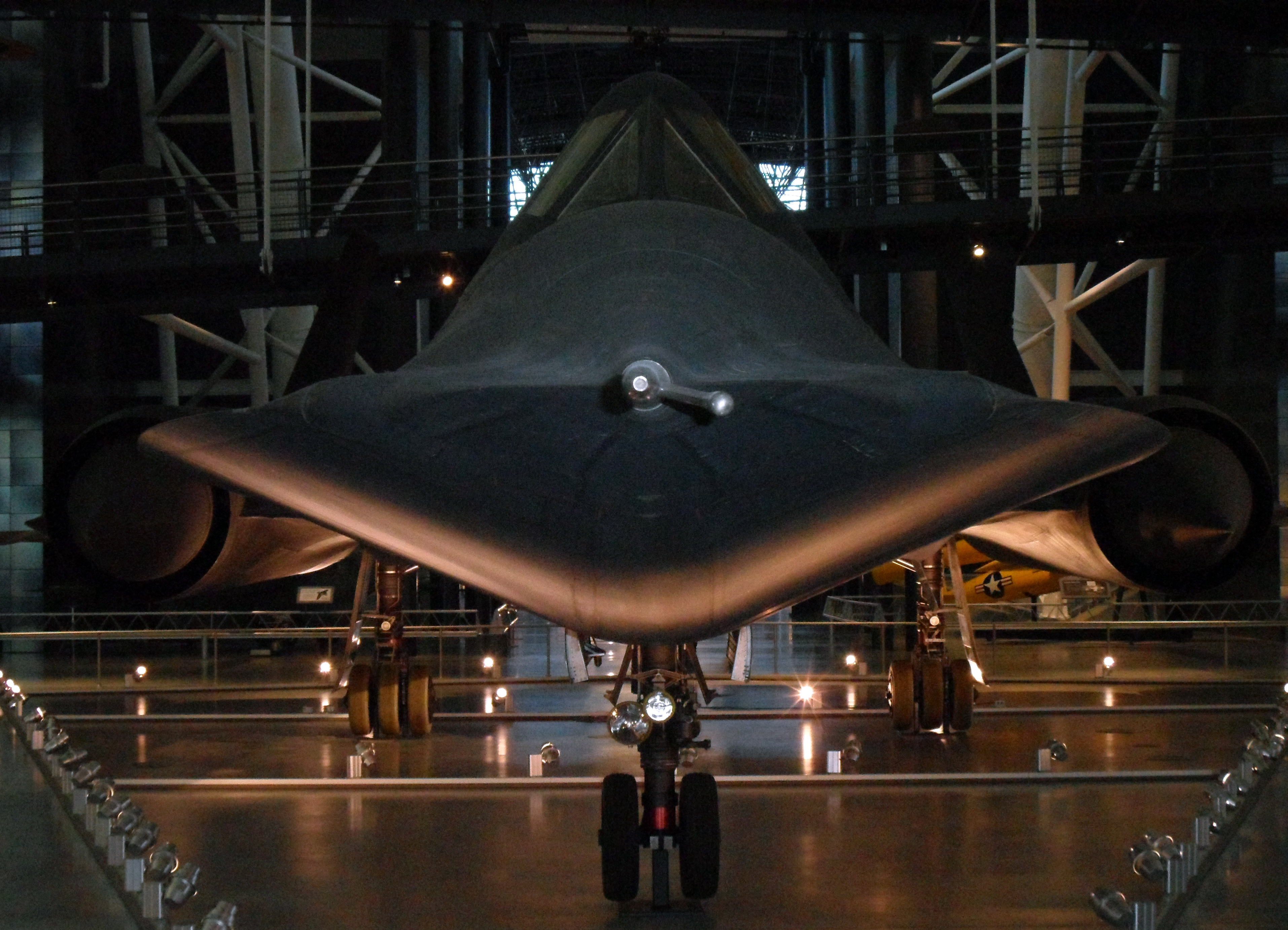
Lockheed SR-71 Blackbird